# Ischyrodon
Ischyrodon meriani
Ce genre de pliosaures ne doit pas être confondu avec le genre botanique Ischyrodon Müll.Hal.
Genre
Espèce
Ischyrodon (littéralement « forte dent ») est un genre douteux de grands pliosaures ayant vécu durant le Jurassique moyen, probablement à l'étage Callovien, dans ce qui est aujourd'hui la Suisse. La seule espèce connue est Ischyrodon meriani, originellement mentionnée en 1838 par Hermann von Meyer à partir d'une grande dent découverte à Wölflinswil, avant d'être premièrement décrite en détail par le même auteur en 1856. Le taxon resta valide jusqu'en 1889, année où Richard Lydekker le met en synonymie avec une grande espèce de Pliosaurus. Néanmoins, en 1960, Lambert Beverly Tarlo note que la dent partage plus de similarités avec ceux de Liopleurodon, le considérant plutôt comme synonyme de ce dernier, un point de vue qui fut majoritairement suivi dans la littérature scientifique ultérieurement. Néanmoins, une révision publiée en 2022 trouve peu de différences qui le permettent de le distinguer aussi bien de Liopleurodon que d'autres pliosauridés thalassophonéens, le considérant ainsi comme un nomen dubium.

## Historique des recherches

Photo aérienne datant de 1950 de Wölflinswil, en Suisse, lieu où a été découvert Ischyrodon.

L'unique spécimen connu d’Ischyrodon consiste en une grande dent découverte dans la commune suisse de Wölflinswil, dans le canton d'Argovie,. Plus précisément, la dent aurait été vraisemblablement découverte dans une mine de fer contenant des roches datant du Jurassique moyen, exploitée depuis les années 1200 jusqu'en 1967. Le fossile, consistant précisément en une couronne dentaire mesurant presque 11 cm de haut, est depuis conservé au musée d'histoire naturelle de Bâle, où il est catalogué NMB L.D.37. Cette dent est directement reconnue par le naturaliste suisse Peter Merian comme provenant d'un nouveau taxon d'un imposant type de reptile marin qu'il nomme Ischyrodon, bien qu'il n'ait jamais publié une description le nommant officiellement. Ce nom générique vient du grec ancien ἰσχυρός / ischyros, « fort » et ὀδών / odṓn, « dent », pour donner littéralement « forte dent », en raison de sa grande taille. Dans la littérature scientifique, ce nom est mentionné pour la première fois en 1838 par le paléontologue allemand Christian Erich Hermann von Meyer, au sein d'une conversation informant aux éditeurs l'existence de spécimens fossiles récemment découverts lors de cette époque, mais ne présentant aucune description ou figure. Toujours dans la même conversation, l'auteur le nomme Ischyrodon meriani, en l'honneur de Merian. Bien que mentionnée dans plusieurs articles et manuels au cours des années suivantes, cette couronne dentaire n'est que premièrement décrite et illustrée formellement qu'en 1856, et ce toujours par von Meyer, 18 ans après la publication du nom scientifique,.
En 1841, von Meyer nomme l'espèce Thaumatosaurus oolithicus sur la base d'un spécimen fragmentaire composé de dents partielles, d'éléments crâniens, de vertèbres et de côtes provenant de gisements du Wurtemberg, en Allemagne, datant possiblement de l'Oxfordien. Dans sa description, il note que les dents de ce spécimen sont similaires à celui d’Ischyrodon, mais considère finalement les deux taxons comme distincts en 1856. En 1883, le paléontologue russe Walerian Kiprijanoff suggère qu’Ischyrodon serait étroitement apparenté à Pliosaurus, et classe par conséquent ces deux derniers, avec Polyptychodon et Thaumatosaurus, au sein d'un nouveau groupe de sauroptérygiens qu'il nomme Thaumatosauria. Deux ans plus tard, Friedrich August von Quenstedt classe Ischyrodon parmi les Plesiosauria et souligne ses similitudes dentaires avec ceux de Pliosaurus et de Polyptychodon. Alors que Karl Alfred von Zittel considère Ischyrodon comme similaire à Pliosaurus, le paléontologue britannique Richard Lydekker le considère comme un synonyme de ce dernier en 1889. Il note que la dent possède tous les traits présents dans les dents de pliosaures d'Angleterre datant du Kimméridgien, et en raison de sa grande taille, il l'attribue provisoirement à l'imposante espèce Pliosaurus macromerus. Ainsi, l'avis de Lydekker fut suivi par quelques études publiées ultérieurement durant le XXe siècle,,. En 1960, Lambert Beverly Tarlo suggère à la place que la dent d’Ischyrodon semble avoir des traits s'approchant plus de ceux de Liopleurodon, et le considère provisoirement comme un synonyme plus ancien de ce dernier. Cependant, l'auteur note que son attribution n'est pas entièrement justifiée d'après la figure présente dans la description de 1856 par von Meyer. Le point de vue de Tarlo fut suivi dans de nombreux études et travaux ultérieurs, notant que cette dent serait une preuve tangible de la répartition du genre Liopleurodon en Suisse,,:27, 31,,. L'essor des études décrivant les dents de pliosauridés du sous-groupe des thalassophonéens pousse le paléontologue tchèque Daniel Madzia et ses collègues à réviser cette synonymie en 2022. Les auteurs notent que même si la dent proviendrait très probablement d'un Liopleurodon ou d'un animal semblable, ils découvrent qu'il y a trop peu d'informations disponibles pour en faire une affectation sûre, laissant donc Ischyrodon comme un nomen dubium.

## Description
Ischyrodon est un plésiosaurien de type « pliosauromorphe », c'est-à-dire ayant une grosse tête et un cou court, contrairement aux « plésiosauromorphes », chez lequel ces proportions anatomiques sont inversées. Comme bon nombre de plésiosaures cependant, l'animal aurait eu une queue courte, un corps en forme de tonneau et tous ses membres modifiés en forme de grandes nageoires. L'imposante taille de la couronne dentaire holotype d’Ischyrodon laisse suggérer qu'il proviendrait d'un pliosauridé particulièrement grand, bien qu'aucune estimation de sa taille n'ait été donnée,,. La morphologie de cette dernière laisse néanmoins suggérer qu'il proviendrait de la moitié antérieure du maxillaire droit ou du côté gauche du dentaire. La couronne dentaire possède également des crêtes apicobasales, dont la fonction servait à améliorer la préhension et la perforation des proies lors de la morsure. Néanmoins, Ischyrodon étant reconnu comme un nomen dubium, celui-ci possède des traits qui sont indistinguables d'autres pliosauridés thalassophonéens.

## Paléoécologie et datation
Bien que directement noté comme datant du Jurassique moyen depuis 1838, une incertitude survint quant à savoir de quelle étage stratigraphique la dent proviendrait exactement. En 1856, von Meyer note que le spécimen proviendrait de l'âge « Broadfordien ». En 1889, Lydekker note qu'en raison de son anatomie, la dent daterait du Kimméridgien, mais cela est plus tard contesté par Tarlo en 1960, notant que son anatomie ronde en section transversale et les fossiles d'invertébrés qui y sont associés laisseraient plutôt suggérer qu'il date de l'Oxfordien. Le faciès sédimentaire toujours présent sur la dent holotype prouve que celui-ci fut préservé dans une oolithe en fer rouge, qui, au sein de la région de Fricktal, sont des roches qui sont exclusivement datés du Callovien,:27, 31, Des références erronées provenant de mineurs indiquaient néanmoins que le spécimen proviendrait de la formation d'Hauptrogenstein (en), laissant donc suggérer une datation situé entre le Bajocien et le Bathonien. Bien que des plésiosaures et des ichthyosaures ont été découverts dans cette formation, celui-ci contient des roches qui sont généralement de couleur grises, ne collant donc pas avec le faciès de la dent d’Ischyrodon. Deux couches de minerais situés aux environs d'Herznach et de Wölflinswil préserve un nombre abondants et bien préservés de fossiles d'ammonites, correspondant à la formation d'Ifenthal et datant probablement aussi du Callovien. Des roches sédimentaires plus jeunes datant de l'Oxfordien peuvent également contenir des ooïdes et peuvent être assez riches en fer. Néanmoins, ceux-ci ont tendance à avoir une couleur plus grisâtre à verdâtre.